# کوه موندی
کوه موندی (انگلیسی: Kohe Mondi) یک قله به بلندای ۶۲۴۸ متر (۲۰۴۹۹ پا) از سطح دریا است که در رشته‌کوه هندوکش در ولسوالی کران و منجان ولایت بدخشان افغانستان واقع شده است.

## موقعیت
کوه موندی در ولسوالی کران و منجان در ولایت بدخشان موقعیت دارد. این کوه در بخش مرکزی رشته کوه هندوکش قرار دارد. کناره‌های آن توسط مانشون، رود سمت راست رود کوکچه که به سمت غرب می‌رود، تخلیه می‌شود.

## اولین صعود
کوه موندی اولین بار در ۲۶ ژوئیه ۱۹۶۲ توسط گروهی از کوهنوردان بامبرگ از ایالت بایرن آلمان (اتو رویس، هانو ووگل و سپ زیگلر) صعود شد.